# Tramwaje w Pisagua
Tramwaje w Pisagua − zlikwidowany system komunikacji tramwajowej w mieście Pisagua w Chile. 

## Historia
Tramwaje w Pisagua uruchomiono w 1889. Tramwaje konne kursowały po trasie liczącej 1 km. Rozstaw szyn na linii wynosił 1000 mm. Linię zamknięto w 1917.
System tramwajowy w Pisagua był najbardziej wysuniętą na północ siecią tramwajową w Chile.